# Flinders Bay

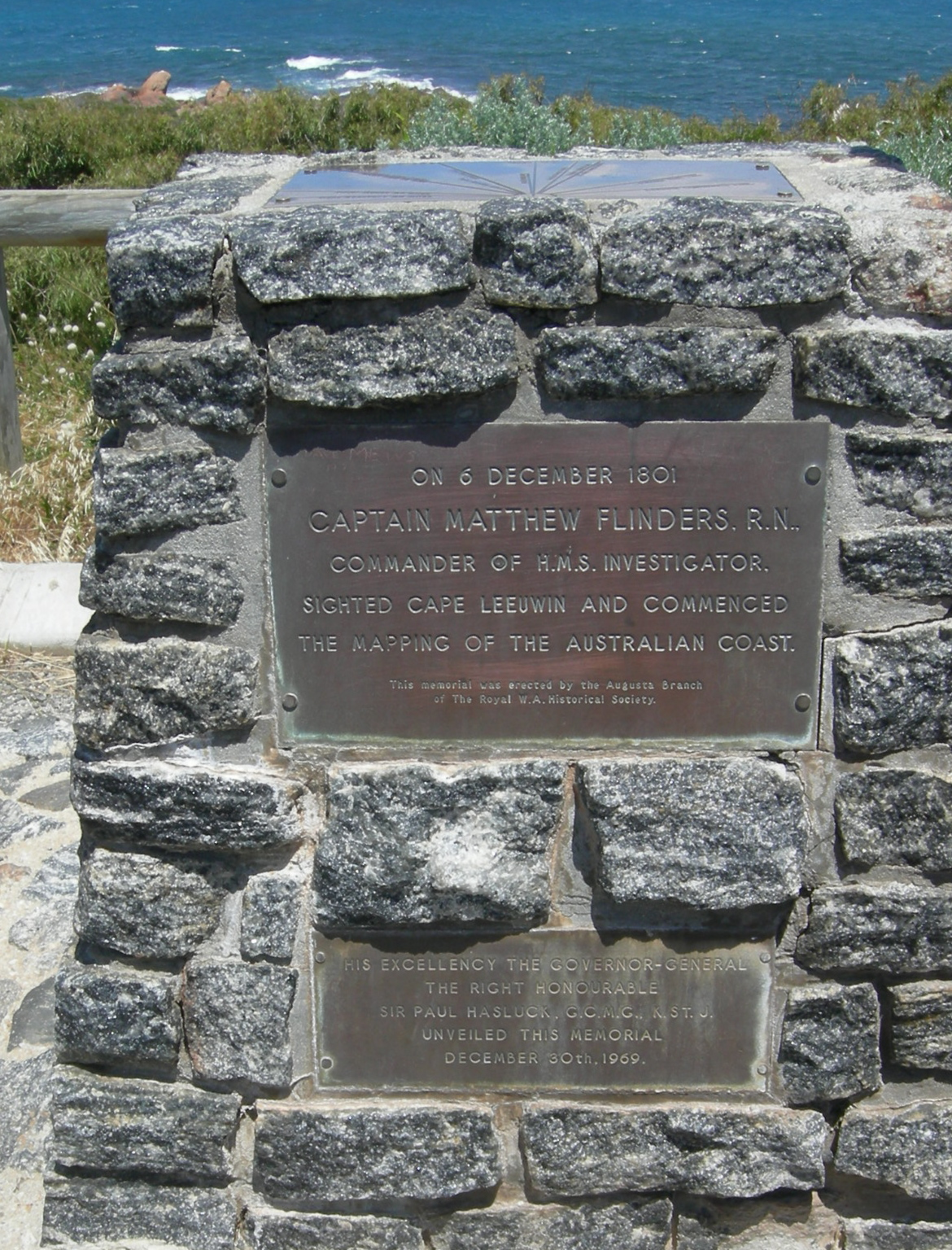
Pamětní deska na vyhlídce Point Matthew na cestě k mysu Leeuwin

Flinders Bay je zátoka ve státě Západní Austrálie jižně od města Augusta a poblíž ústí řeky Blackwood.
Zátoka leží severovýchodně od mysu Leeuwin, který je nejjihozápadnějším bodem pevniny australského kontinentu.